# Camp de Royallieu
Ne doit pas être confondu avec Camp de Coudun également appelé camp de Compiègne.
Le camp de Royallieu (Frontstalag 122) à Compiègne (Oise) en France est un camp de transit nazi, ouvert de juin 1941 à août 1944.
De 1942 à 1944, il est le lieu de transit des déportés pour Mauthausen, Ravensbrück, Buchenwald ou Neuengamme. Plus de 54 000 résistants, militants syndicaux et politiques, Tziganes (Sinté, Manouches, Yeniches, etc..), civils raflés, Juifs, y sont internés,. 50 000 d'entre eux, sont déportés dans les camps de concentration et d'extermination d'Auschwitz, Ravensbrück, Buchenwald, Dachau, Sachsenhausen, Mauthausen, Neuengamme. Le Frontstalag 122 s'est caractérisé notamment par l'internement et la déportation des « politiques » et personnalités « otages » : communistes, syndicalistes, résistants, Sinté (appelés Tziganes) et civils. Le « camp C », ou le camp juif, tenu au secret, est déjà, vu les conditions d'internement qui y règnent, un lieu d'extermination par la faim et la maladie.

## Historique

### Première Guerre mondiale
Le camp était tout d'abord une caserne militaire, construite en 1913. Il a ensuite accueilli un hôpital militaire pendant la guerre.

### Entre-deux-guerres
Le camp héberge le 54e régiment d'infanterie puis le 67e régiment d'infanterie.

### Seconde Guerre mondiale
La publication en 2008 de la première étude historique réalisée sur le camp d'internement de Royallieu permet d'établir et de faire connaître son histoire. Ce camp est l'un des plus importants rouages du système totalitaire et génocidaire sur le sol français pendant la guerre.
L'ancienne caserne de Royallieu devient en juin 1940 un camp où l'armée allemande regroupe des prisonniers de guerre. Il est transformé ensuite en camp de transit avant la déportation des prisonniers vers l'Allemagne ou la Pologne.
Le camp de Royallieu est le seul camp en France dépendant exclusivement de l’administration allemande (SD : Service de Sécurité). À partir de 1941, Royallieu devient un « camp de concentration permanent pour éléments ennemis actifs » et constitue une réserve d'otages : résistants, militants syndicaux et politiques, tziganes, juifs, civils pris dans des rafles, ressortissants étrangers, etc. 45 000 personnes transitent par ce camp avant d'être déportées vers les camps de concentration ou d'extermination nazis.
De nombreuses personnes appartenant aux ethnies roms (appelés tsiganes) sont déportés depuis Royallieu vers le camp de concentration d'Oranienbourg-Sachsenhausen (victimes du Porajmos). Le décret-loi du 6 avril 1940 du président Albert Lebrun assignait à résidence forcée les nomades, par crainte que leurs fréquents déplacements nuisent à la sécurité intérieure. De nombreux tsiganes sont ainsi internés pour des motifs prétendument politiques, comme en témoigne le cas d'Eugène Fauveau, interné « politique » alors qu'il est âgé de six ans.
C'est de Royallieu que part le 27 mars 1942 le premier convoi depuis la France vers Auschwitz, emportant plus de mille Juifs.
Après la rafle de Marseille du 22 au 24 janvier 1943, 1 642 personnes sont transférées vers le camp de Royallieu. Le 10 mars 1943, 786 Juifs (dont 570 de nationalité française) sont envoyés au camp de Drancy puis déportés à Sobibor (convois 52 et 53 des 23 et 25 mars 1943 : aucun survivant pour le convoi du 23 mars et cinq pour le convoi du 25 mars).

#### Convois
En 2024, des listes de convois de déportés du camp de Royallieu sont retrouvées à Compiègne.
Du camp de Royallieu sont partis les convois de la déportation des Juifs de France suivants :
- Convoi n° 1 du 27 mars 1942
- Convoi n° 2 du 5 juin 1942
- Convoi n° 79 du 17 août 1944

Vingt-cinq autres convois emportent des internés politiques, résistants et Tziganes vers les camps de concentration nazis, dont :
- le convoi des 45000 du 6 juillet 1942,
- le convoi des 31000 du 24 janvier 1943,
- le « Train de la mort » du 2 juillet 1944.

### Après la guerre
Devenu « quartier Royallieu » après la guerre, ce camp sert de centre d'instruction (CI) de l'Armée de l'Air pour les appelés du contingent dans la fin des années 1950 et au-delà. Formé au combat militaire terrestre en 60 à 70 jours, chaque contingent d'appelés d'environ 1 000 recrues par trimestre quitte ce centre d'entraînement à l'issue de la formation. Les appelés de chaque contingent sont alors dispersés dans les diverses bases aériennes (BA) tant en France qu'en Algérie.
Il héberge ensuite le 58e régiment de commandement et de transmissions dans les années 1970 puis le 51e régiment de transmissions de 1984 à 1997.

## Lieu de mémoire
L'Armée se retirant, un Mémorial de l'internement et de la déportation peut être créé dans les trois bâtiments conservés du site. Il est inauguré et ouvert au public le 23 février 2008. De plus, un chantier est mis en œuvre à proximité des voies de la gare de Compiègne, présentant deux wagons de déportation d'époque.

## Galerie

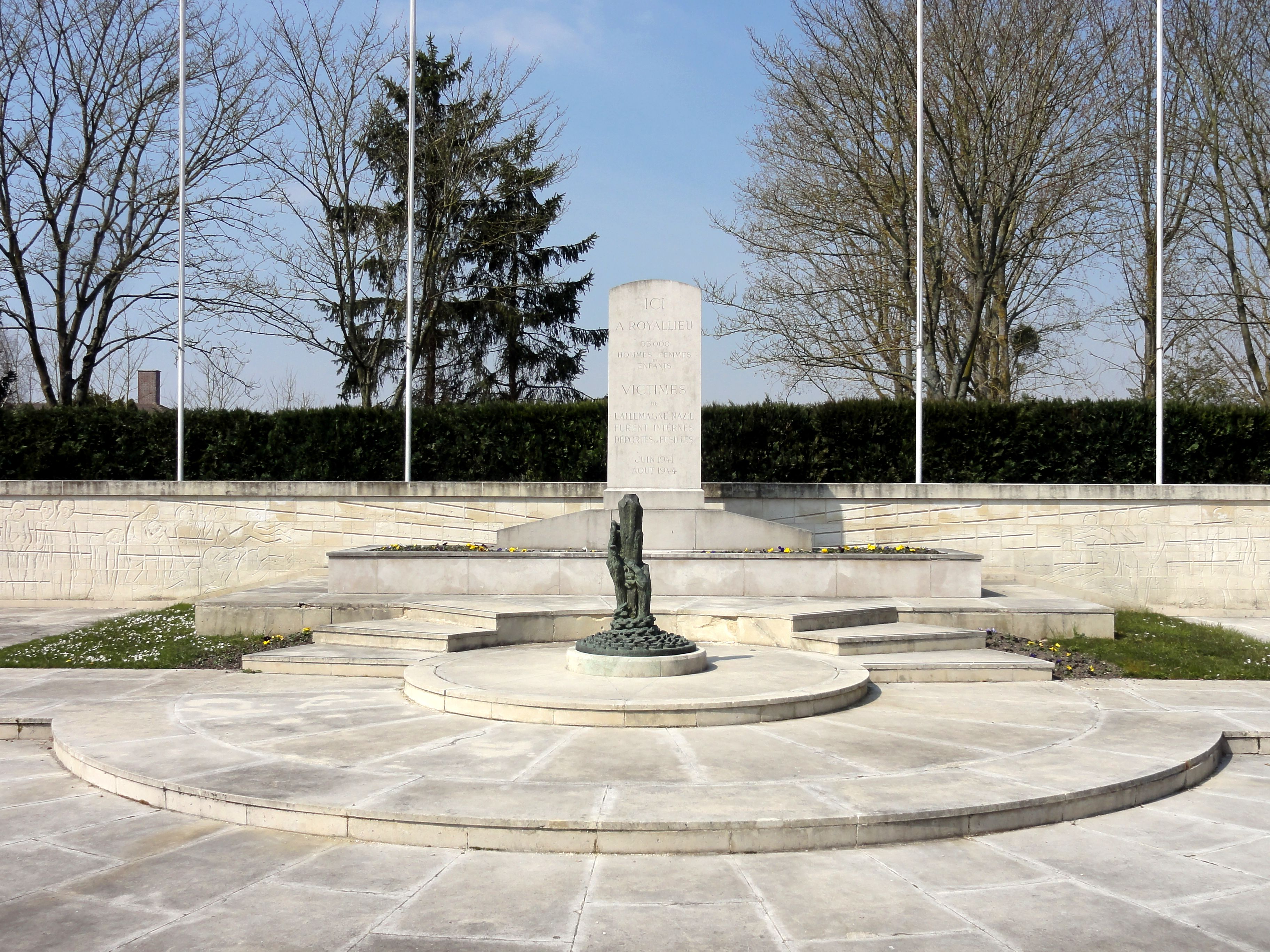
Monument pour le camp de Royallieu.
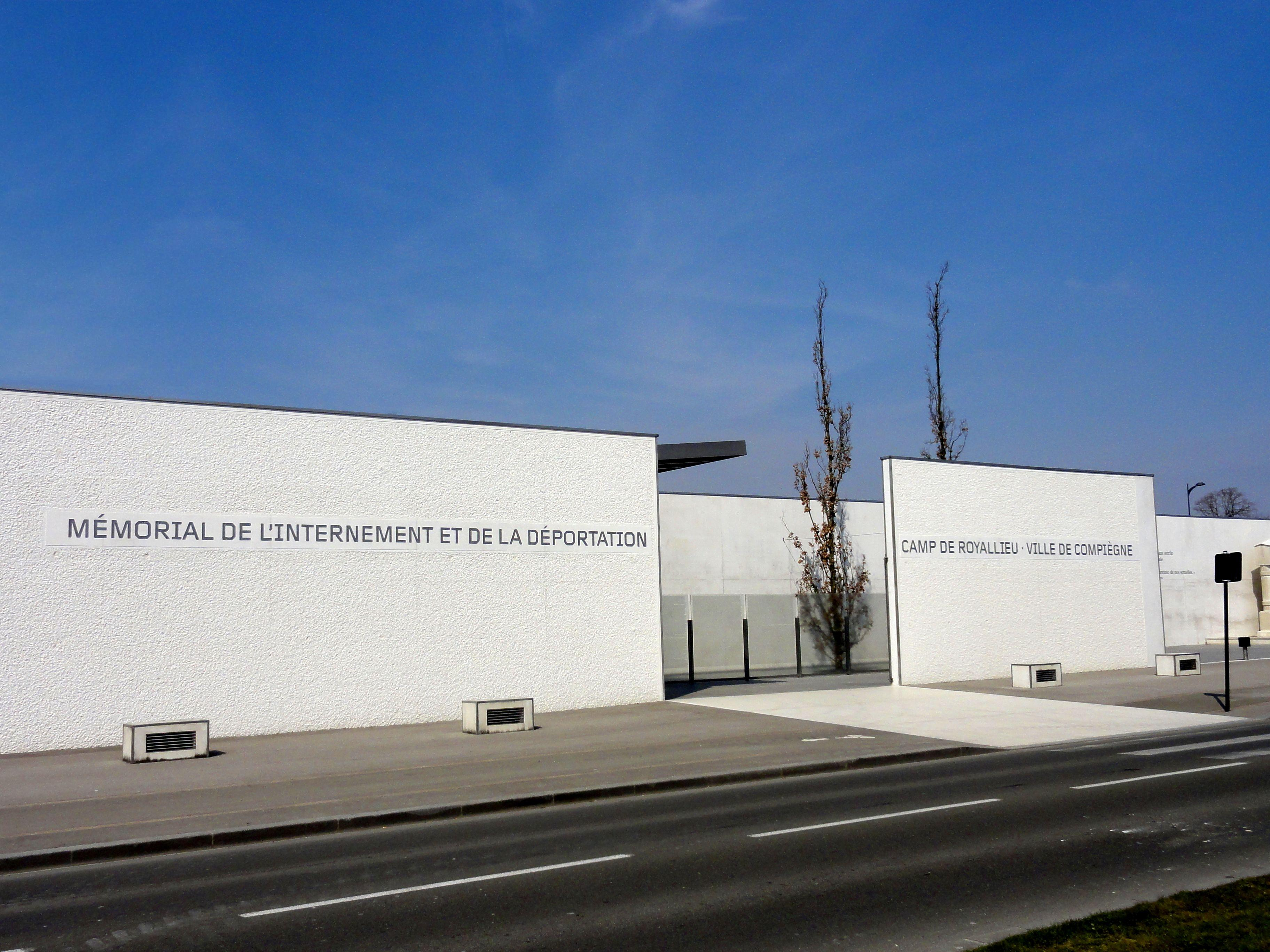
Entrée du mémorial du camp de Royallieu.
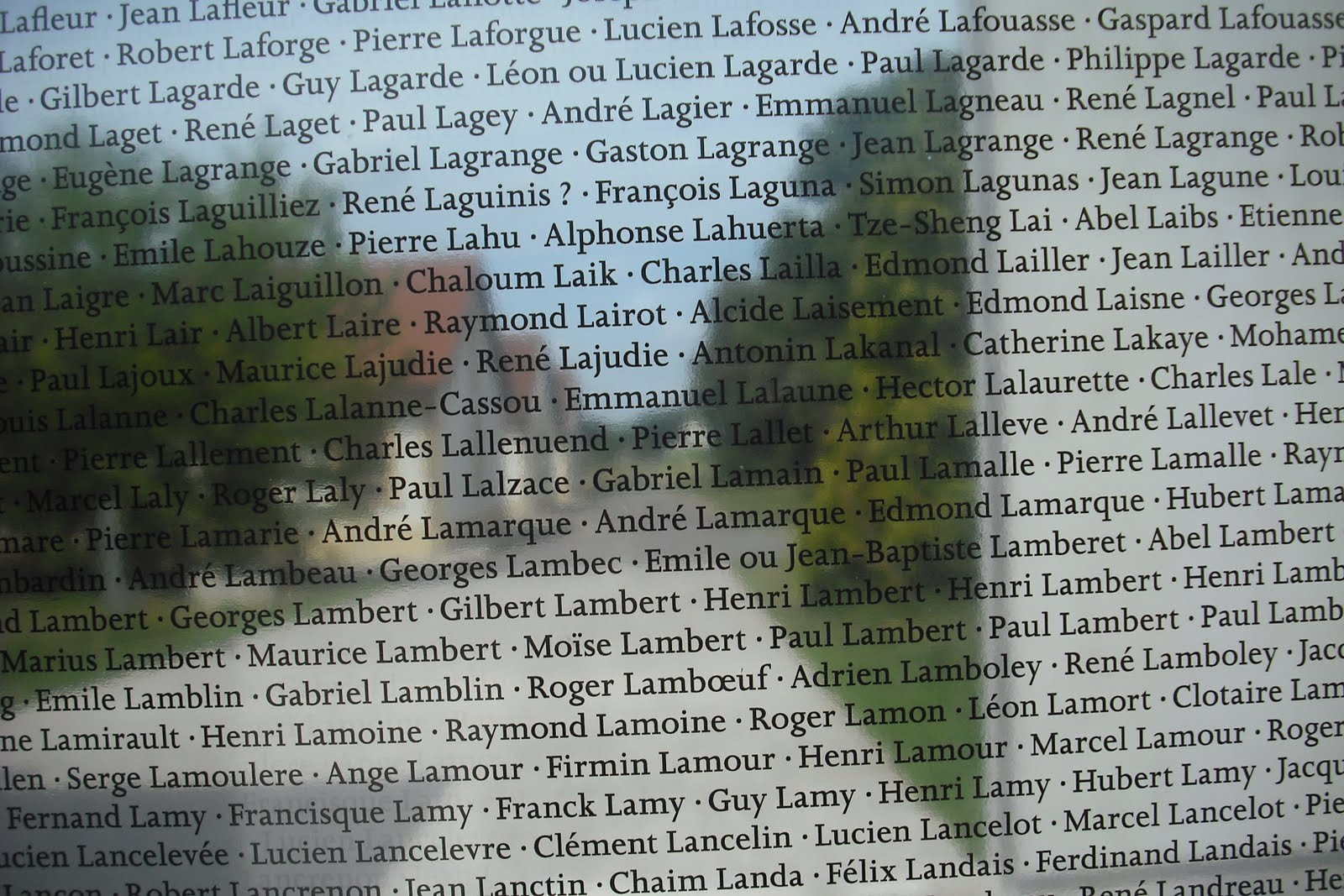
Le « mur des noms » à Royallieu en juillet 2009.
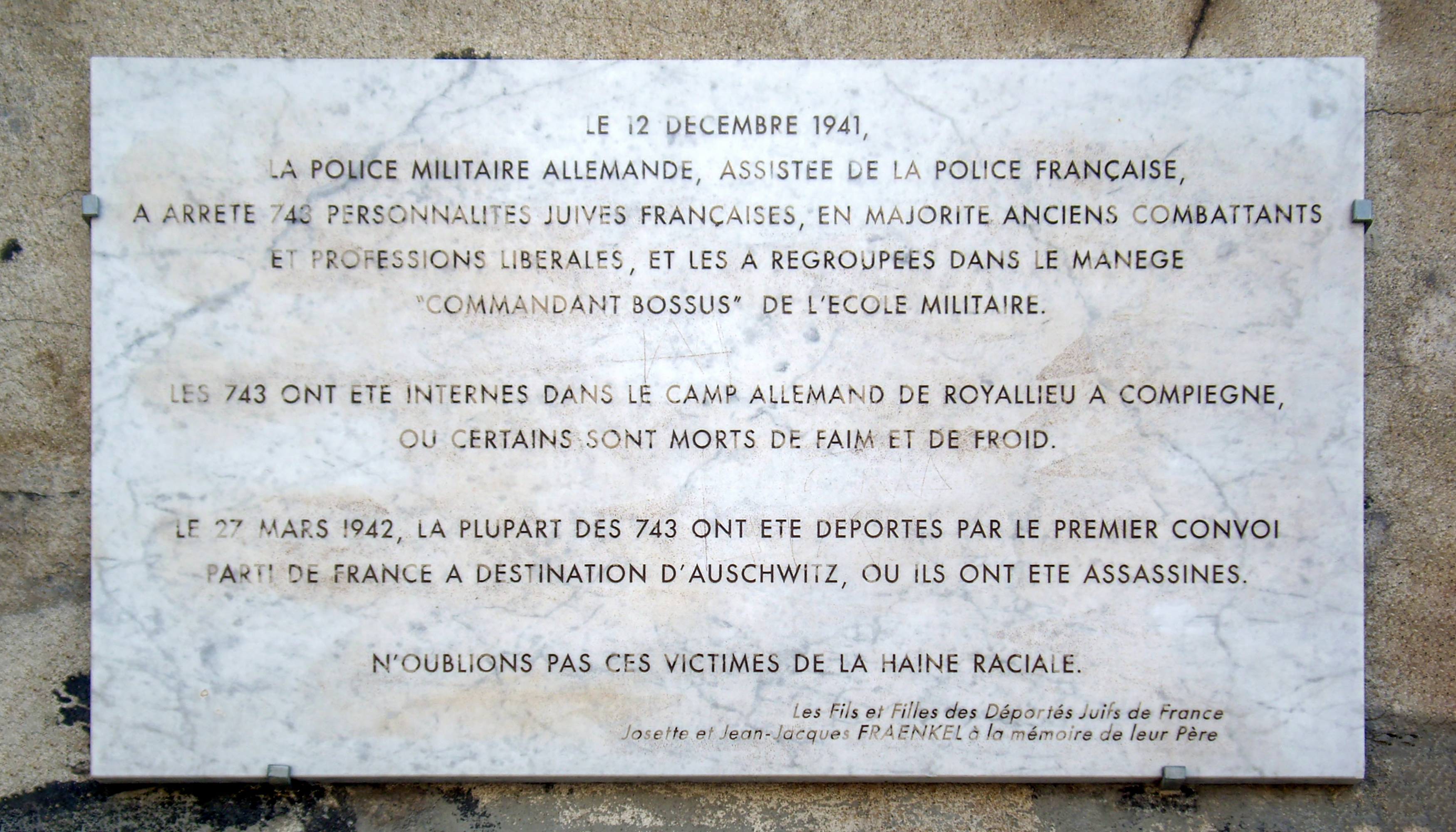
Plaque commémorative place de l'École-Militaire à Paris, en mémoire des 743 personnalités juives françaises arrêtées le 12 décembre 1941 et internées à Royallieu, avant d'être déportées, pour la plupart, dans le premier convoi parti de France à destination d'Auschwitz, en mars 1942.
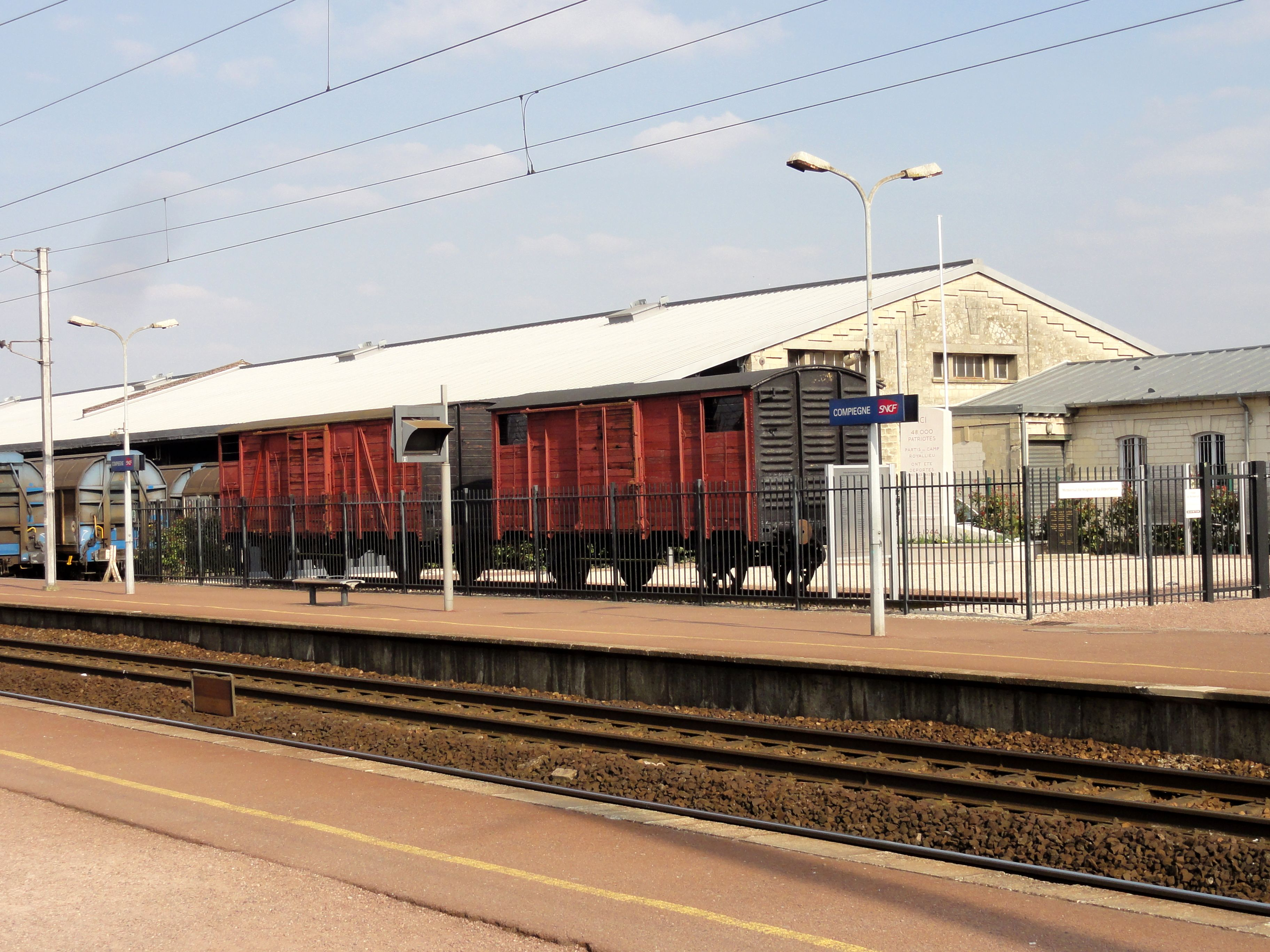
Mémorial du quai des Déportés.

## Détenus connus
Liste triée par ordre alphabétique 
- Jean-Bernard Badaire
- Gustave Barlot
- Anne-Marie Bauer
- Charles Bedaux
- Abraham Berline (en)
- Jean-Jacques Bernard
- Jean-Baptiste Biaggi
- René Blum, frère de Léon Blum
- René Boulanger
- Claude Bourdet
- Maurice Bourdet
- Joseph Brau
- Jean Bréjaud
- Léon Bronchart
- Lucien Bunel dit Jacques de Jésus
- André Robert Carpentier, commandant, résistant
- Henry de Champagny, maire de Somloire et conseiller général du canton de Vihiers (Maine-et-Loire)
- André Chauvat
- André Clavé
- Michel Clemenceau
- Noël Cohard
- Adolphe Coll
- Charlotte Delbo
- Robert Desnos
- Louis Dupiech (1900-1945), préfet résistant
- Marguerite Fabre
- Pierre-André Farcy
- Adrien Faure
- Roger Fossé
- Geneviève de Gaulle-Anthonioz, nièce du général de Gaulle
- Émile Ginas
- Ernest Ginsburger, grand-rabbin de Bayonne
- Marcel Girault
- Léon Gontier
- Armel Guerne
- Michel Hollard, un résistant qui a combattu les rampes de lancement de missiles V1, dit « L'homme qui a sauvé Londres »
- Dimitri Klépinine
- Robert-Hugues Lambert
- Henri Lang
- Eugène Maës
- Henri Manhès
- André Marie
- Pierre Masse est interné au camp de décembre 1941 à mars 1942. Il y organise un système judiciaire.
- Jean-Charles Millet (petit-fils du peintre Jean-François Millet)[14],[15]
- Simone Michel-Lévy
- Marie-Louise Moru
- Marcelle Mourot
- Mila Racine
- René Renard
- Vladimir Andréïevitch Romanoff, fils du grand-duc Andreï Vladimirovitch de Russie
- Noëlla Rouget née Peaudeau
- Benjamin Schatzman
- Léonce Schwartz, grand-père d'Anne Sinclair
- Mgr Bruno de Solages, recteur de l'Institut catholique de Toulouse
- Georges Tcherkessof
- Mgr Pierre-Marie Théas, évêque de Montauban
- Édouard Til
- André Tollet
- André Verchuren, accordéoniste[15]
- André Verdet
- Alexandre Villaplane
- Macario Vitalis[16]
- Alice Yahiel, Georges Yahiel, Simone Jacques-Yahiel

### Filmographie
- Marc Tavernier, Camp C, Compiègne-Royallieu, documentaire historique de 57 minutes, Purple Milk Production, 2010. avec des témoignages de survivants et la participation de Serge Klarsfeld.